# Jamoytiiformes
Jamoytiiformes es un orden de peces agnatos anaspidomorfos que vivieron desde el Silúrico hasta el Devónico, Se caracterizan por poseer una forma de torpedo y varias aperturas branquiales. Se dividen en dos familias monotípicas: Achanarellidae y Jamoytiidae. Antiguamente se consideraba el género Euphanerops, pero fue reclasificada en su propio orden llamada Euphanerida.
A pesar de eso, algunos autores consideran a Jamoytius como parte de este orden junto con Euphanerops, pariente de las lampreas junto con Haikouichthys o también de los anáspidos, o incluso como un grupo troncal que dirige a los gnatóstomos, mientras que Achanarella se lo consideró como un acantodio. Sus fósiles se encuentran exclusivamente en Escocia, se cree que eran filtradores o detritívoros por carecer de mandíbulas.

## Taxonomía
La clasificación actual de este orden seria así:
- Orden Jamoytiiformes† Tarlo, 1967
  - Familia Achanarellidae† Newman, 2002
    - Género Achanarella† Newman, 2002
      - Especie Achanarella trewini† (Newman, 2002)

  - Familia Jamoytiidae† White, 1946
    - Género Jamoytius† White, 1946
      - Especie Jamoytius kerwoodi† (White, 1946)